# Palicourea antioquiana
Palicourea antioquiana är en måreväxtart som beskrevs av Paul Carpenter Standley. Palicourea antioquiana ingår i släktet Palicourea och familjen måreväxter. Inga underarter finns listade i Catalogue of Life.